# PGC 66101
LEDA/PGC 66101 ist eine Spiralgalaxie mit aktivem Galaxienkern vom Hubble-Typ Sbc im Sternbild Indianer am Südsternhimmel. Sie ist schätzungsweise 229 Millionen Lichtjahre von der Milchstraße entfernt und gilt als Mitglied der dreizehn Galaxien zählenden NGC 7038-Gruppe (LGG 441).
 Vermutlich bildet sie gemeinsam mit PGC 66088 ein gravitativ gebundenes Galaxienpaar und zusammen mit PGC 66108 ein (optisches) Trio.